# Podgorje (Gvozd)
Podgorje is een plaats in de gemeente Gvozd in de Kroatische provincie Sisak-Moslavina. De plaats telt 178 inwoners (2001).